# Javi Casas
Javier Casas Cuevas (Bilbao, Vizcaya, 9 de mayo de 1982), conocido deportivamente como Javi Casas, es un exfutbolista español. Se retiró con apenas 29 años habiendo pasado gran parte de su trayectoria deportiva en el Athletic Club.

## Trayectoria
En 1998 firmó por el equipo juvenil del Athletic Club tras una buena temporada en el Arenas. En 2001 debutó en el Bilbao Athletic y en 2004 pasó a formar parte del primer equipo, que dirigía Ernesto Valverde, tras la retirada de otro lateral izquierdo como Aitor Larrazabal. Debutó en Primera división el 22 de septiembre de 2004 en el partido Betis 2 - 1 Athletic Club. En teoría, era el segundo lateral izquierdo del equipo, tras Asier del Horno, pero acabó jugando 21 partidos de titular incluidas las semifinales de Copa ante el Real Betis.
En la temporada 2005-06 quedó como el principal lateral izquierdo del equipo, por delante de Tarantino, tras el traspaso de Del Horno, si bien, Fernando Amorebieta llegó a jugar bastantes partidos en esa posición. El 11 de septiembre marcó su primer gol con el Athletic Club en un empate a uno ante el Getafe. El 7 de mayo marcó en Riazor el gol del empate, en la remontada ante el RC Deportivo (1-2), que dio al equipo la permanencia matemática en la categoría. En la campaña 2006-07 no consiguió consolidarse como titular a pesar de la falta de laterales izquierdos en el equipo, no obstante, jugó el decisivo partido ante el Levante que dio la permanencia en la última jornada. De cara a la temporada 2007-08, con el regreso de Del Horno y la llegada de Koikili, se quedó sin ficha del primer equipo. De cara a la temporada 2008-09, el Athletic Club decidió prescindir de Del Horno y Caparrós incluyó en el equipo al futbolista bilbaíno, a pesar de la llegada de Balenziaga. Fue titular en la primera jornada de Liga, pero un error en uno de los goles le condenó al ostrascismo. En enero de 2009 fue cedido al Córdoba de Segunda División, con el que jugó tres partidos.
Después de 82 partidos en el Athletic Club, se unió al FC Cartagena para la temporada 2009-10. Tras dos partidos en el equipo cartagenero, en marzo de 2010 se incorporó al CD Guijuelo. Su buen hacer en el club salmantino, le permitió incorporarse al Deportivo Alavés, que fue su último equipo.

## Clubes
| Club             | País   | Año       |
| ---------------- | ------ | --------- |
| CD Baskonia      | España | 2000-2001 |
| Bilbao Athletic  | España | 2001-2004 |
| Athletic Club    | España | 2004-2008 |
| Córdoba CF       | España | 2009      |
| FC Cartagena     | España | 2009      |
| CD Guijuelo      | España | 2010      |
| Deportivo Alavés | España | 2010-2011 |

- Actualizado a junio de 2011